# Heurteauville
Heurteauville ist eine französische Gemeinde mit 287 Einwohnern (Stand: 1. Januar 2022) im Département Seine-Maritime in der Region Normandie. Heurteauville gehört zum Arrondissement Rouen und ist Teil des Kantons Port-Jérôme-sur-Seine (bis 2015: Kanton Caudebec-en-Caux).

## Geographie
Heurteauville liegt in einer Mäander der Seine, etwa 19 Kilometer westlich von Rouen. Alte Torfmoore und ein Wald sind als Naturschutzgebiet gekennzeichnet. Die Gemeinde gehört zum Regionalen Naturpark Boucles de la Seine Normande.

## Bevölkerungsentwicklung
| 1962                      | 1968 | 1975 | 1982 | 1990 | 1999 | 2006 | 2013 |
| ------------------------- | ---- | ---- | ---- | ---- | ---- | ---- | ---- |
| 377                       | 309  | 288  | 286  | 269  | 304  | 308  | 337  |
| Quelle: Cassini und INSEE |      |      |      |      |      |      |      |

## Sehenswürdigkeiten
- Kirchen St. Simon und St. Jude, beide aus dem 18. Jahrhundert
- aus dem 12. Jahrhundert stammende Scheune Dimière
- Spuren der Kapelle Sainte-Austreberthe am Port-Jumièges
- Kalköfen
- Flussfähren nach Yainville und Jumièges
- Sonnenuhr